# Serhij Pohoriły
Serhij Petrowycz Pohoriły, ukr. Сергій Петрович Погорілий (ur. 28 lipca 1986) – ukraiński piłkarz, grający na pozycji bramkarza.

## Kariera piłkarska

### Kariera klubowa
Wychowanek klubów Dynamo Kijów i Zmina-Obołoń Kijów, barwy których bronił w juniorskich mistrzostwach Ukrainy (DJuFL). W 2003 rozpoczął karierę piłkarską w farm-klubie Krasyliw-Obołoń Krasiłów, jednak nie zagrał żadnego meczu. Od 2004 występował w drugiej drużynie Obołoni Kijów. Na początku 2007 został piłkarzem CSKA Kijów. Latem 2007 przeszedł do Arsenału Kijów, w składzie którego 12 grudnia 2009 debiutował w Premier-lidze w meczu z Czornomorcem Odessa (2:0). W czerwcu 2012 przeszedł do Tawrii Symferopol. 23 kwietnia 2014 roku z powodu nieotrzymania przez dłuższy czas wypłaty anulował kontrakt z krymskim klubem. W lutym 2015 przeszedł do Metalista Charków. Latem 2016 wyjechał do Norwegii, gdzie został piłkarzem FK Bodø/Glimt.